# Castillo de Hunyad
El castillo de Hunyad o castillo de Corvin (en rumano: Castelul Huniazilor o Castelul Corvinilor, en húngaro: Vajdahunyad vára) es la fortaleza medieval localizada al sudoeste de la ciudad de Hunedoara, en la región de Transilvania, uno de los monumentos de arquitectura gótica más importantes de Rumanía. 
Es considerado uno de los castillos más bellos del mundo, siendo ubicado entre los "10 mejores destinos de cuento de hadas de Europa".El Castillo es la construcción medieval con doble funcionalidad (civil y militar) más grande de Rumanía que aún está "en pie". 

## Historia
Hasta 1541 perteneció al Reino de Hungría y después al Principado de Transilvania. Después de la Primera Guerra Mundial, Transilvania se unió a Rumania. Fue el conde Juan Hunyadi quien detuvo a los turcos en Belgrado en 1456, en su invasión a Europa a través de los Balcanes después de la conquista de Constantinopla en 1453. Por decisión del Vaticano aún hoy redoblan las campanas de las iglesias católicas al mediodía, en honor a esta victoria.
El castillo es una reliquia de la dinastía Hunyadi. En el siglo XV, fue entregado a Juan Hunyadi por Segismundo, rey de Hungría y emperador del Sacro Imperio Romano Germánico. Restaurado por él entre 1446 y 1453, lo legó a su hijo, Matías Corvino, por lo que en rumano se le conoce con los dos nombres: Castelul Huniazilor o bien Castelul Corvineştilor.
Está construido en estilo gótico, pero en siglos posteriores se le añadieron elementos renacentistas y barrocos. Destacan sus fuertes torres defensivas y su jardín central. Fue levantado sobre las ruinas de una antigua fortificación, sobre el arroyo Zlaști (afluente del Cerna, afluente a su vez del río Mureș).
Cuenta con siete torres: la de la Puerta Antigua, la de la Puerta Nueva, la torre de San Juan de Capistrano, la “Torre Deshabitada”, la del Tamborilero, la de la Maza y la llamada Turnul Neboisa (rumano) o Nebojsza-torony (húngaro), denominación que proviene de Nje boisia (serbio antiguo): “No tengas miedo”.
El castillo es de dimensiones considerables, con altos tejados de pizarra roja y ornamentos de piedra labrada. Existe una copia del mismo, o mejor dicho, una obra inspirada en él, en Budapest, Hungría.
En el patio del castillo, cerca de la capilla del siglo XV, hay un pozo de 30 metros de profundidad. Según la leyenda, esta fuente fue excavada por tres prisioneros turcos a quienes se les prometió la libertad si conseguían agua. Después de 15 años, terminaron el pozo, pero sus captores no cumplieron su promesa. Se dice que la inscripción en una pared del pozo significa «tienes agua, pero no alma».

## Legado

#### Drácula

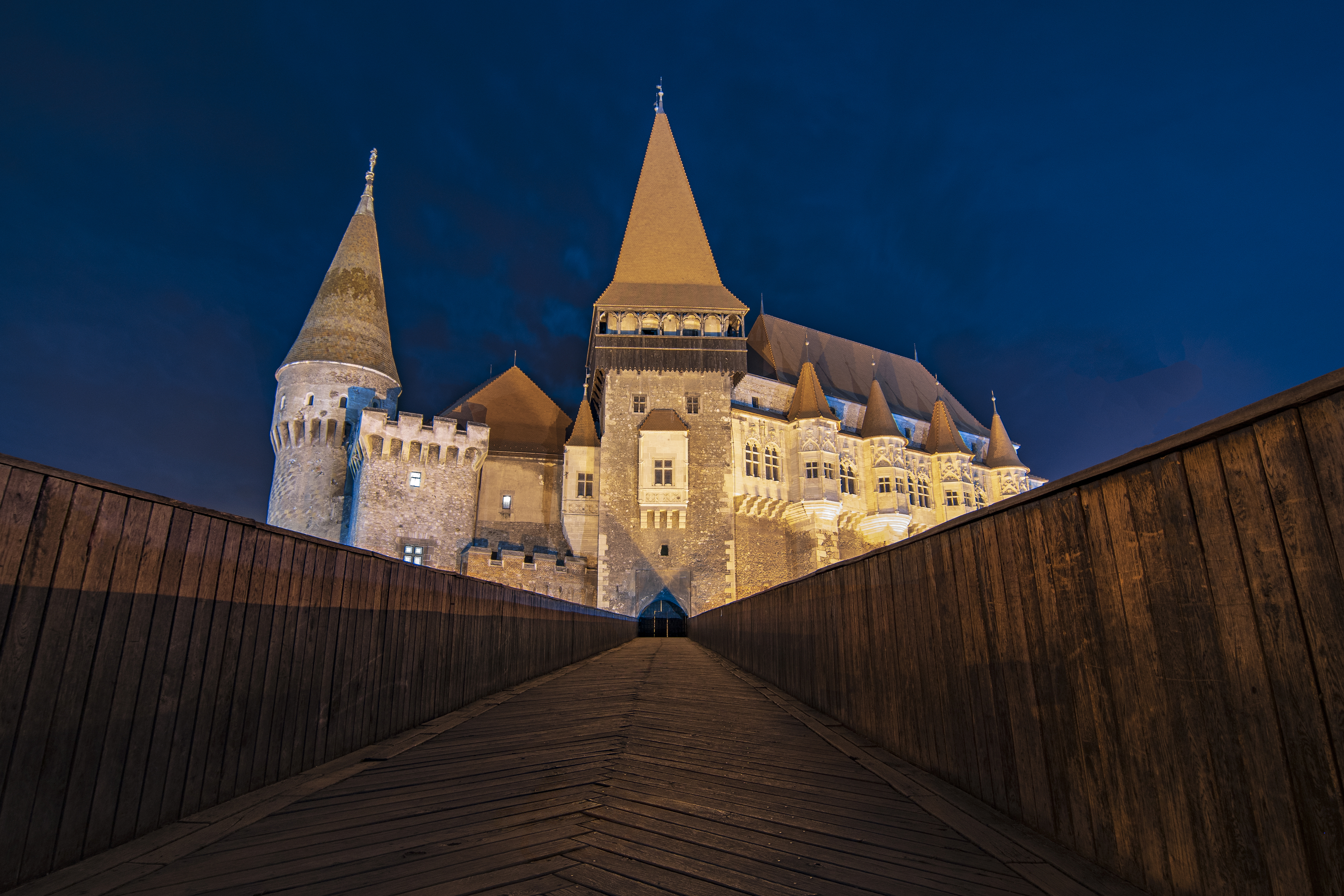
El Castillo de Hunyadi o Castillo de Hunedoara (rumano: Castelul Huniazilor o Castelul Corvinilor; húngaro: Vajdahunyadi vár).

A los turistas se les dice que fue el lugar donde Vlad el Empalador, príncipe de Valaquia, fue hecho prisionero por Juan Hunyadi, líder militar y regente de Hungría durante la minoría de edad del rey. Más tarde, Vlad III entró en una alianza política con Juan Hunyadi, aunque este último fue responsable de la ejecución de su padre, Vlad II Dracul. Debido a estos vínculos, el castillo de Hunedoara a veces se menciona como fuente de inspiración para el castillo de Drácula en la novela de terror de Bram Stoker de 1897, Drácula. De hecho, Stoker no sabía nada sobre la alianza de Vlad con Hunyadi, ni sobre el castillo de Hunyadi. En cambio, las propias notas de investigación escritas a mano de Stoker confirman que el novelista imaginó que el castillo de Drácula estaba situado en una cima vacía en las montañas Călimani de Transilvania, cerca de la antigua frontera con Moldavia.

#### Cine
El castillo se alquila a menudo como plató de cine. Allí ya se han rodado un gran número de producciones cinematográficas rumanas e internacionales (películas artísticas, series, documentales o anuncios). Las producciones incluyen, entre otras;
- La película Nostradamus (1994) dirigida por Roger Christian.
- La miniserie Los reyes malditos (2005), se filmaron cinco episodios en el castillo.
- La película Jacquou le Croquant (2006) dirigida por Laurent Boutonnat.
- El videoclip de Don't Waste Your Time de la cantante Kelly Clarkson, grabado en 2007,  se puede ver varias veces el castillo como telón de fondo.
- La película Ghost Rider 2: Spirit of Vengeance (2012), dirigida por Mark Neveldine y Brian Taylor, en secuencias del inicio de la película.
- La película Fright Night 2 (2013).
- Age of Empires II: The Forgotten (2013) la civilización del pueblo magiar en el videojuego, tiene como su edificio el castillo.

- Se filmó la secuencia de acción final de la película de Bollywood Singh Is Bling (2015), dirigida por Prabhu Deva.[8]
- Dragonheart: Battle for the Heart of Fire (2017) dirigida por Patrik Syversen. La cuarta entrega de la saga Dragonheart.[9]
- Fue utilizado como el "Monasterio de Cârța" en la película de terror La Monja (2018), dirigida por Corin Hardy.[10][11]
- En la serie de Matthew Shardlake (2024) de Disney+.[12]
- En los exteriores del castillo se filmaron las secuencias de la película Nosferatu (2024), dirigida por Robert Eggers.[13]

## Galería

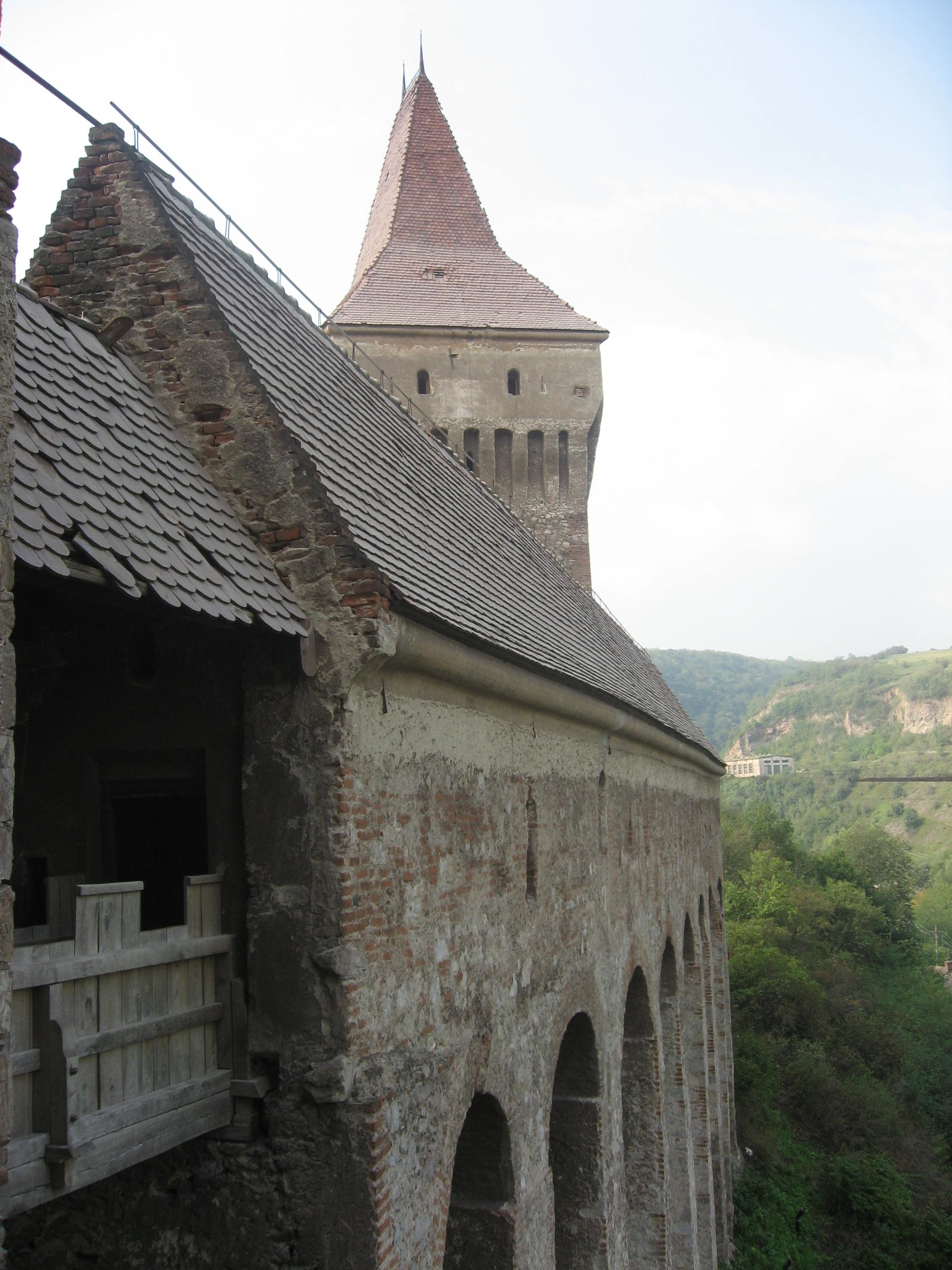
Torre Nebojsza
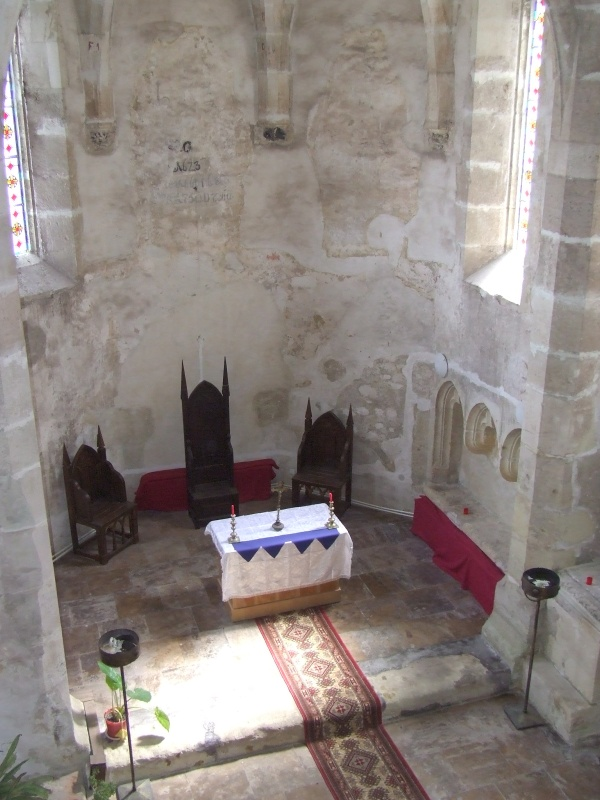
Capilla
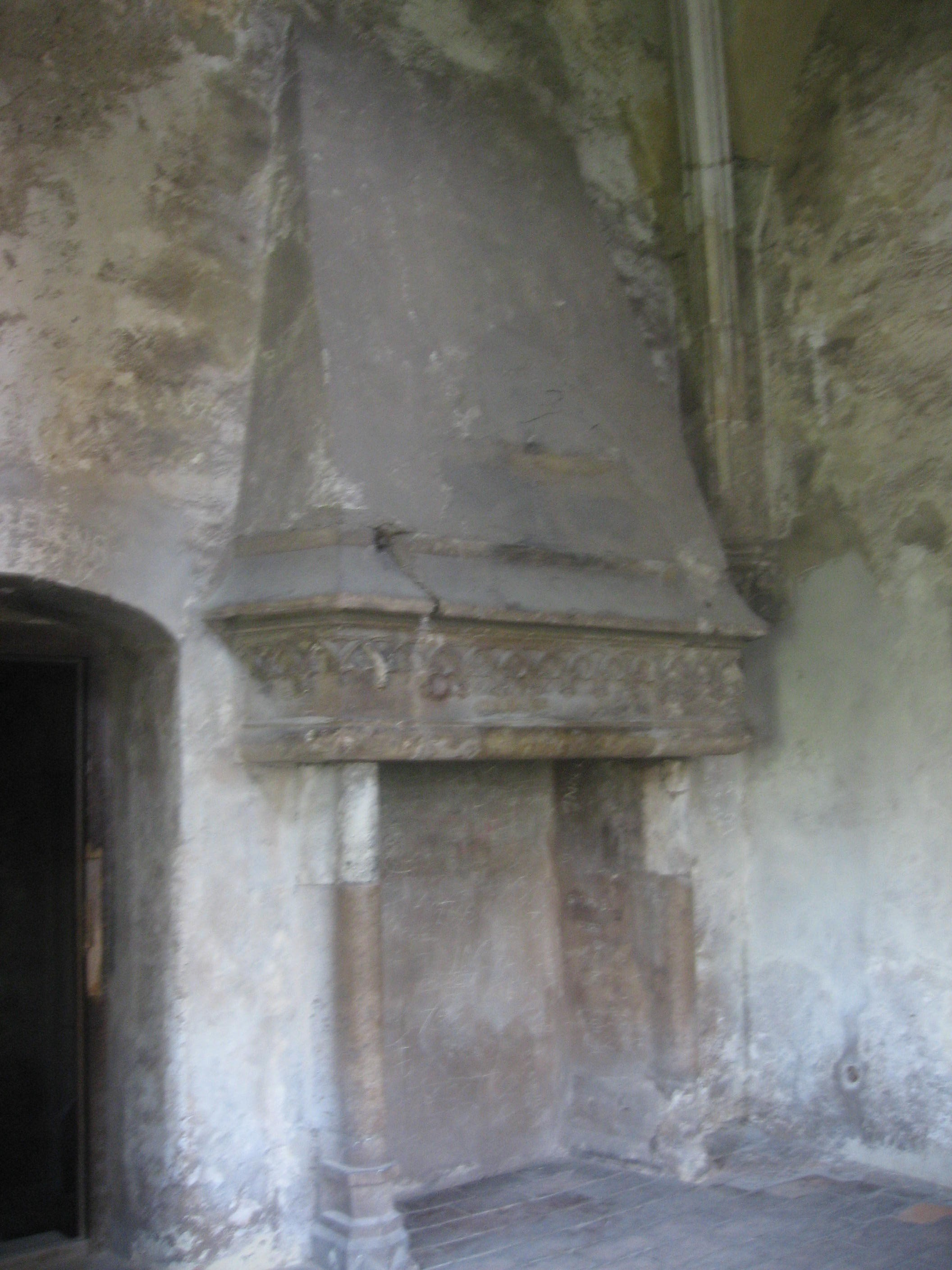
Chimenea en la torre de San Juan de Capistrano
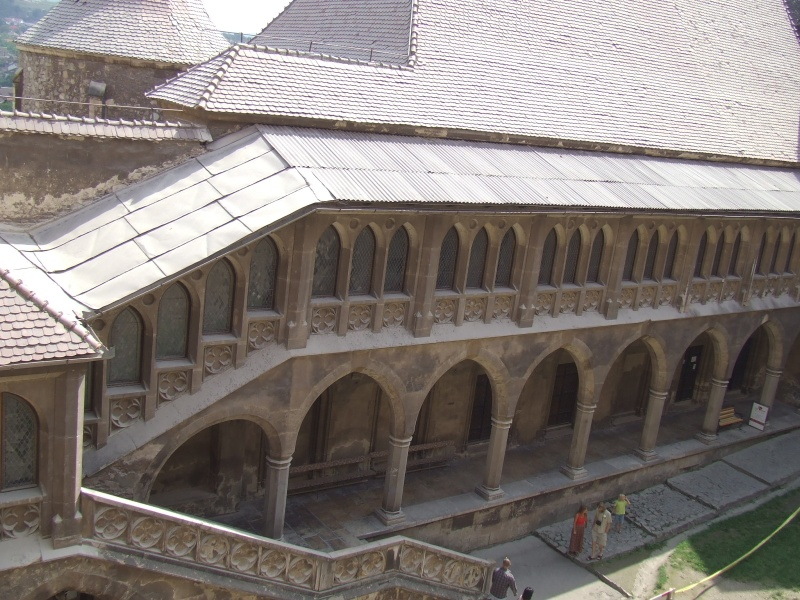
Loggia de Steindl
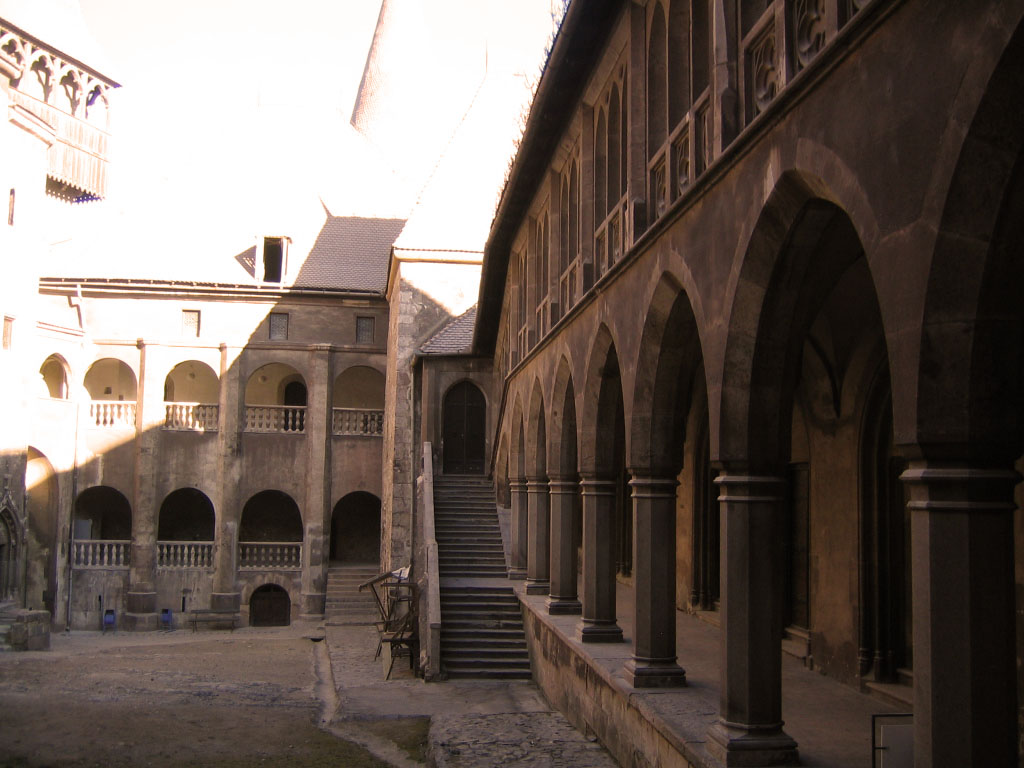
Loggia de Matías
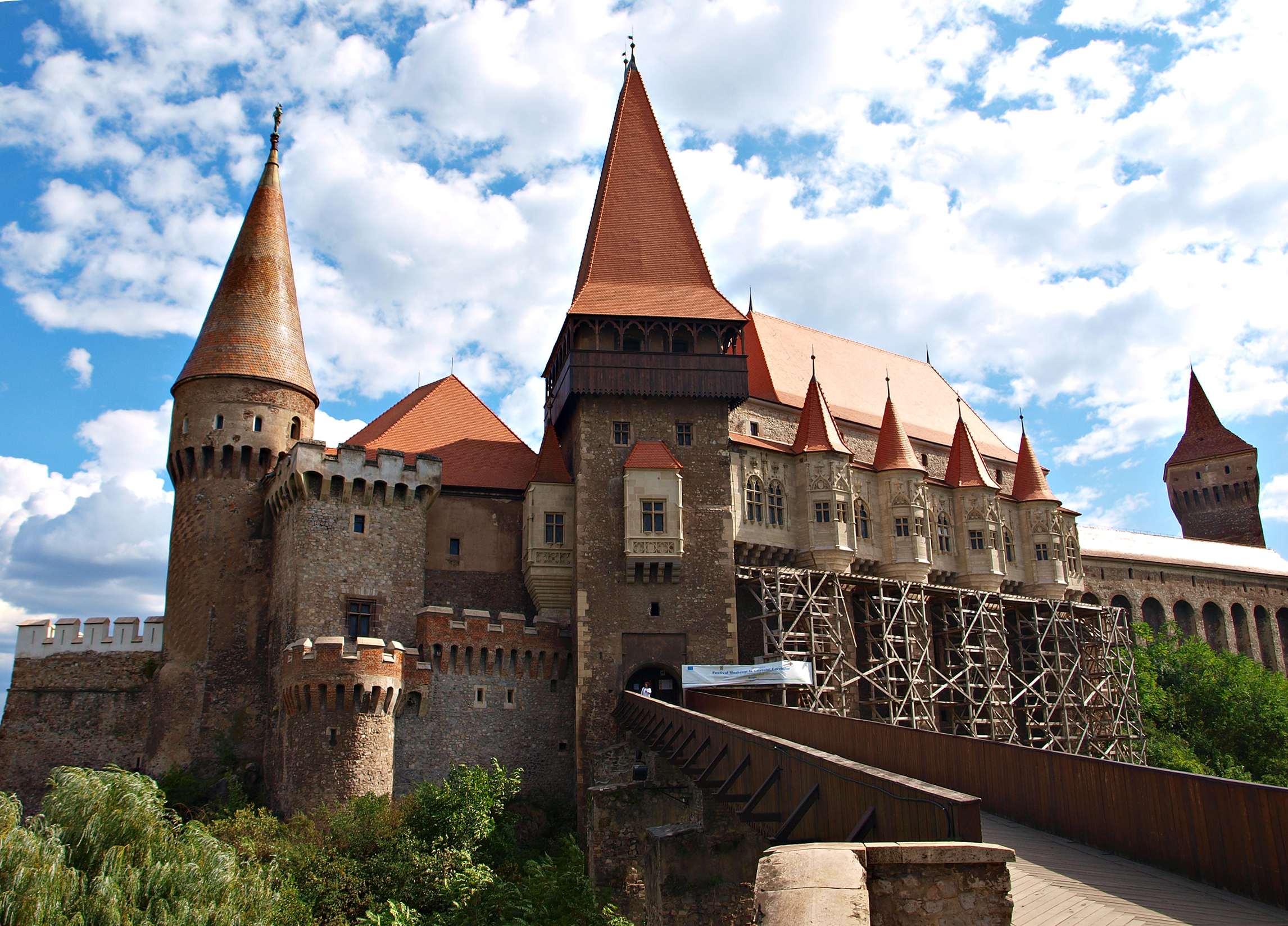
El puente sobre el arroyo y la fachada oeste
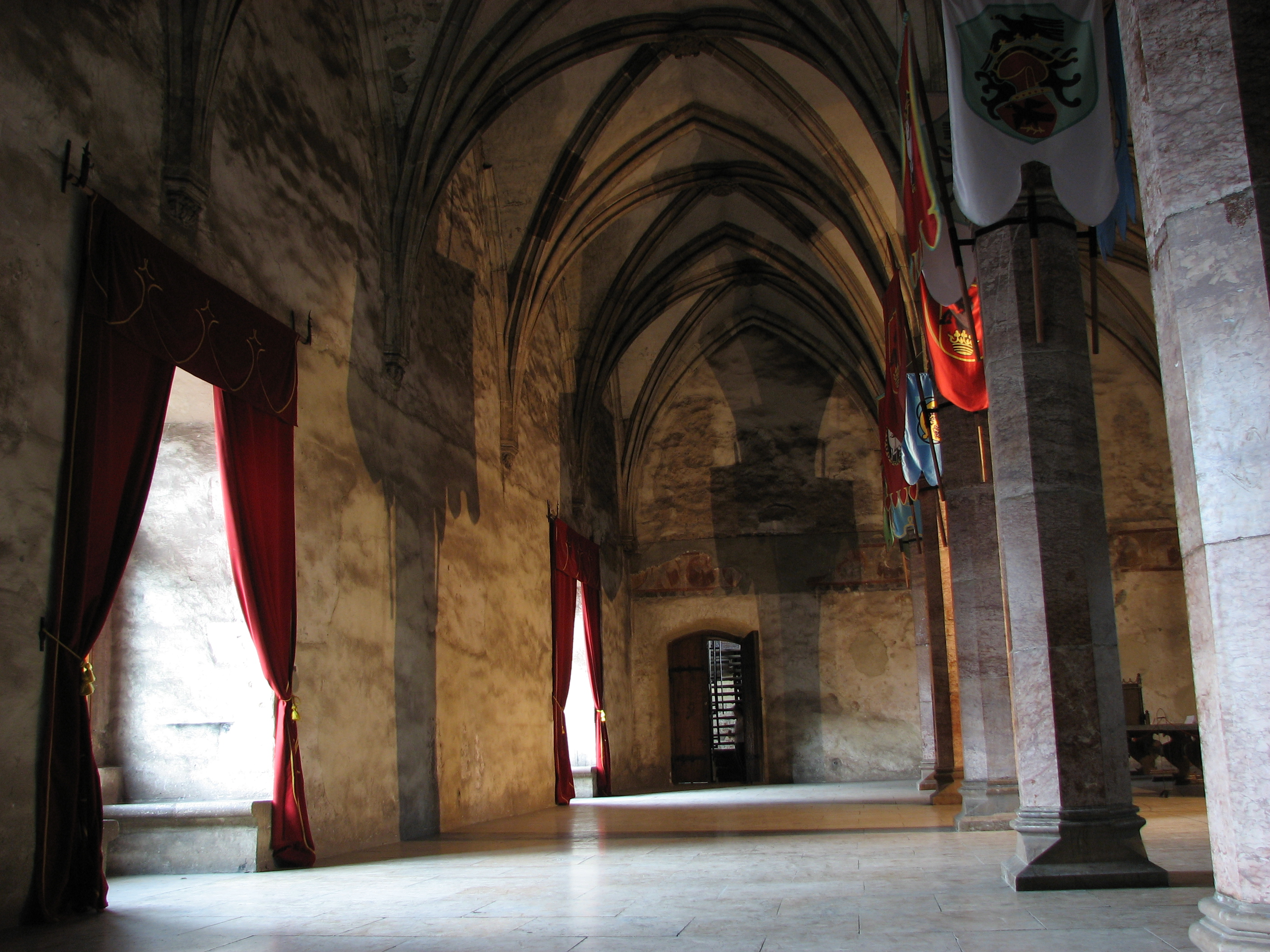
Sala cavalerilor (rumano) Lovagterem (húngaro) Sala de los caballeros
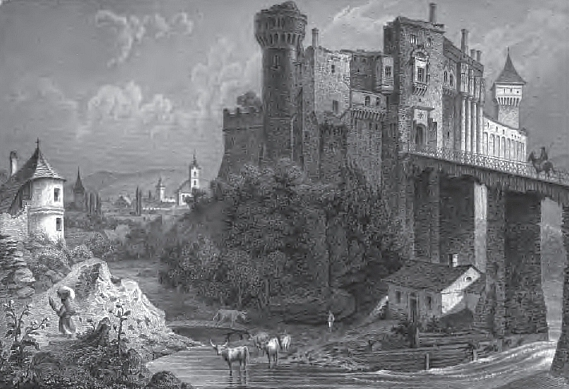
Las ruinas del castillo en 1865